# Vinyet Noguero Planas
Vinyet Noguero Planas (Vilanova i la Geltrú, Garraf, 20 de novembre de 1981) és una atleta especialitzada en curses de fons catalana.
Formada com a atleta al Club Atlètic Vilanova, aconseguí el títol de campiona d'Espanya júnior dels 5.000 metres l'any 2000, i fou dues vegades campiona de Catalunya dels 10 quilòmetres en ruta els anys 2002 i 2006, i de mitja marató els anys 2006 i 2007.
L'any 2002 fou la guanyadora del el Cros de Vila-seca en la categoria promesa. Aquell mateix any, Noguero fou la vencedora de la Cursa de 10 quilòmetres de Martorell. L'any 2003, també en categoria promesa, puja al podi en l'estatal de Cros d'Eivissa.
L'any 2009 aconseguí la victòria en categoria femenina a la IX edició de la San Silvestre de Cunit, qarribant a meta amb un temps de 19 minuts i 31 segons.
L'octubre de 2012 va ser la primera dona en arribar a meta a la sisena edició de la 'Cursa Solidària País del Cava', amb un recorregut de poc més de 13 quilòmetres que separen Vilafranca del Penedès i Sant Sadurní d'Anoia, amb un temps de 52’51”. El desembre d'aquell mateix any 2012 també aconseguí la victòria en categoria femenina a la 'Fenexy Night Race', competint amb l'equip AtletesVNG-XTerra, i arribant a meta amb un temps de 37 minuts i 51 segons.
El gener del 2013 fou la guanyadora de la Mitja Marató de Sitges, amb un temps d'1h 24min 17seg, i més de 24 minuts d'avantatge de la segona classificada.
L'any 2017 fou la primera classificada a la 24a Cursa atlètica de la Sanitat Catalana, celebrada a l'entorn del Campus Can Ruti i la serralada de Marina de Badalona.
L'any 2018 fou la vencedora en femines al 'Trail Senders del Penedès' organitzat per l'Ajuntament de les Cabanyes.